# Чарнца
Чарнца (пол. Czarnca) — село в Польщі, у гміні Влощова Влощовського повіту Свентокшиського воєводства.
Населення — 769 осіб (2011).
У 1975-1998 роках село належало до Келецького воєводства.

## Демографія
Демографічна структура на день 31 березня 2011 року:
|          | Загалом | Допрацездатний вік | Працездатний вік | Постпрацездатний вік |
| -------- | ------- | ------------------ | ---------------- | -------------------- |
| Чоловіки | 393     | 82                 | 257              | 54                   |
| Жінки    | 376     | 72                 | 202              | 102                  |
| Разом    | 769     | 154                | 459              | 156                  |